# Bullimus
Bullimus es un género de roedores miomorfos de la familia Muridae. Son endémicos de Filipinas.

## Especies
Se reconocen las siguientes:
- Bullimus bagobus Mearns, 1905
- Bullimus gamay Rickart, Heaney & Tabaranza, 2002
- Bullimus luzonicus (Thomas, 1895)